# Псевдоним Ник Бил
«Псевдоним Ник Бил» (англ. Alias Nick Beal) — фильм нуар с элементами фэнтези режиссёра Джона Фэрроу, который вышел на экраны в 1949 году.
Фильм рассказывает об окружном прокуроре Джозефе Фостере (Томас Митчелл), который ради уничтожения местной мафии вступает в сделку с дьяволом, предстающим в образе элегантного джентльмена по имени Ник Бил (Рэй Милланд). Однако помощь Била приводит к тому, что Фостер попадает от него в зависимость. В итоге на вершине власти и успеха, мучимый угрызениями совести, Фостер вынужден отказаться от губернаторского поста и с помощью священника изгнать Била.
Фильм получил высокую оценку критики, отметившей необычный жанр картины, хорошую постановку и актёрскую игру, однако обратившей внимание на некоторые неубедительные моменты в сценарии картины, а также слабый финал. Несмотря на свои достоинства, фильм получил сравнительно ограниченный прокат и впоследствии редко демонстрировался по телевидению и не издавался на DVD, в результате остаётся сравнительно малоизвестным.

## Сюжет
Гангстер Фрэнк Фолкнер (Фред Кларк) приходит на приём к окружному прокурору Джозефу Фостеру (Томас Митчелл), предлагая щедрую финансовую поддержку со своей стороны в случае, если тот выдвинет свою кандидатуру на губернаторский пост. Взамен он просит прекратить разгром нелегальных предприятий, которые контролирует влиятельная преступная группировка Хэнсона. Джозеф, который известен своей честностью и целеустремлённостью в борьбе с организованной преступностью, отвергает предложение Фолкнера и выгоняет его из офиса. Затем Джозеф встречается со своим близким другом, священником Гарфилдом (Джордж Макреди), рассказывая ему, что «готов отдать душу» за то, чтобы очистить город от криминальных структур Хэнсона. Однако в его распоряжении имеются улики, обличающие людей Хэнсона лишь в мелких преступлениях, таких как поборы с нескольких мелких торговцев. Затем Джозеф и отец Гарфилд отводят молодого парня Ларри (Дэррил Хикман) в спортивный клуб, созданный ими для перевоспитания сбившихся с пути подростков. Поначалу Ларри не хочет там заниматься, считая это недостойным настоящего пацана, однако Джозеф убеждает его попробовать. Вскоре в клубе появляется Марта (Джеральдин Уолл), жена Джозефа, передавая ему записку от незнакомца с просьбой о встрече сегодня вечером в дешёвом прибрежном кафе «Китайский берег». Джозеф приезжает в кафе, где его встречает элегантно одетый, учтивый мужчина средних лет, который представляется как Ник Бил (Рэй Милланд). Ник сообщает, что внимательно следит за работой Джозефа по очищению города от преступности, при этом понимает, что тому не хватает серьёзных улик, и, в частности, бухгалтерских книг криминальной организации Хэнсона, изобличающих его преступные операции. Ник предлагает Джозефу помощь, после чего проводит его на один из складов, где извлекает из шкафа бухгалтерские книги с документами за подписью Хэнсона. Напомнив Джозефу, что тот был «готов отдать душу» за наказание Хэнсона, Ник передаёт ему книги и исчезает.
Вскоре газеты сообщают о том, что окружной прокурор Джозеф Фостер с триумфом добился осуждения Хэнсона. Джозеф решает отметить свой успех дома вместе с женой Мартой. За ужином он признаётся ей, что раздобыл решающие улики без надлежащего процессуального оформления и без ордера. Марту тревожит эта новость, и она просит Джозефа в дальнейшем действовать строго в рамках закона. Вскоре поздравить Джозефа приходят отец Гарфилд, судья Хобсон (Генри О’Нил) и влиятельный политик Пол Нортон (Чарльз Эванс), которые поддерживают деятельность Джозефа на прокурорском посту. Они предлагают Джозефу выдвинуть свою кандидатуру на пост губернатора на ближайших выборах. Джозеф удаляется на несколько минут в свой кабинет за напитками. Там он неожиданно для себя видит Ника, который при появлении Марты заявляет, что её муж будет следующим губернатором. Когда Марта уходит, Ник напоминает Джозефу о бухгалтерских книгах, которые помогли выиграть дело, говоря, что его услуги кое-чего стоят. Понимая, что Ник его шантажирует, Джозеф выписывает ему чек на все имеющиеся у него наличные в размере 4500 долларов, после чего просит его больше не беспокоить. Однако Ник отказывается от денег и рвёт чек. Более того, он оставляет Джозефу 25 тысяч долларов на избирательную кампанию, после чего исчезает. Вернувшись к гостям, Джозеф обещает дать свой ответ на предложение о выдвижении в губернаторы после обсуждения его с Мартой.
В захудалом городском районе опустившаяся и грязная Донна Аллен (Одри Тоттер) напивается в баре, после чего ввязывается в драку с местной проституткой. Бармен вышвыривает её на улицу прямо к ногам Ника Била. Ник говорит ей, что она как раз та женщина, на которой будут прекрасно смотреться сапфиры и меха. Он отвозит Донну на шикарную квартиру, которую арендовал на её имя, куда вскоре привозят дорогие одежды и украшения. Ник говорит Донне, что ему известно о ней всё — что она училась в университете, однако неудачный роман с парнем, который оказался женат, и его убийство разрушили её жизнь. Затем он просит её надеть дорогие наряды, сообщая, что теперь она будет работать на него. Вскоре Донна приходит в расположенный в спортивном клубе предвыборный штаб Джозефа, передавая ему чек на 250 долларов и заявляя, что хочет на добровольных началах помогать его общественной деятельности. Затем она поправляет ему галстук, советуя уделять больше внимания своему внешнему виду. Вскоре появляется Ник, которому Джозеф пытается вернуть деньги, однако тот настаивает на том, что их договор в силе. В этот момент в штаб заходит отец Гарфилд, который при знакомстве с Ником говорит, что тот ему кого-то напоминает. На это Ник отвечает, что не работает с проповедниками. В соответствии со сложившейся в штабе традицией отец Гарфилд просит Ника зачитать вслух фрагмент из Библии, однако тот отказывается и быстро удаляется.
Когда дома Джозеф решает купить себе новые галстуки, Марта спрашивает его, не завёл ли он кого-то на стороне. В этот момент Джозефа навещает человек по имени Генри Финч (Дуглас Спенсер), который сообщает, что работал бухгалтером в компании Хэнсона и вёл его книги. Он уверяет, что по приказу Хэнсона ещё перед его задержанием собственноручно сжёг все бухгалтерские документы с подписью своего босса. Однако на суде эти уничтоженные книги были представлены, и выглядели в точности как настоящие. Теперь Финча преследуют люди Хэнсона, и он вынужден скрываться, при этом он не может понять, откуда взялись эти документы. После этого разговора Джозеф пытается найти Ника, назначая ему через бармена в «Китайском береге» встречу на 10.00. Тем временем Ник встречается с Финчем, которого направил к Джозефу, подтверждая бухгалтеру, что это он достал бухгалтерские книги Хэнсона. После того, как Финч передаёт Нику курительную трубку, которую похитил по его просьбе из кабинета Джозефа, Ник выводит бухгалтера на тёмную, туманную набережную, и через несколько секунд раздаётся крик и плеск воды. Затем Ник приезжает в офис к Джозефу, который рассказывает, что при встрече Финч вымогал у него 2 тысячи долларов за молчание по поводу того, что он сжёг документы. На прямой вопрос Джозефа, были ли документы подлинными, Ник отвечает: «Какая разница, если они привели к выдвижению в губернаторы». Он говорит, что можно конечно оспорить документы, отменить приговор и выпустить Хэнсона на свободу, но пойдёт ли такая сознательность на пользу делу.
Исполняя приказ Ника, Донна начинает работать в предвыборном штабе Джозефа, постепенно становясь его близким советником. По предварительным оценкам, Джозеф уступает около процента своему главному конкуренту Кеннеди, и ему не хватает средств на финансирование кампании в полном объёме. Тогда Ник предлагает Джозефу заключить соглашение с Фолкнером, который обеспечит необходимое финансирование в обмен на прекращение преследований в отношении его компаний, зарабатывающих на нелегальных игровых автоматах. Такое предложение вызывает возмущение Джозефа, который считает Фолкнера и его людей своими главными врагами. Однако Ник сообщает ему, что сделка с Фолкнером уже заключена два дня назад. Далее он объясняет Джозефу, что тот видит всё только в чёрно-белых тонах и не способен различать оттенки. Между тем Ник заботится о нём и об успехе его дела. Ведь, чтобы делать хорошие дела, Джозеф должен сначала стать губернатором, а чтобы стать губернатором, надо заключить сделку с Фолкнером. И этот вариант лучше, чем отдать победу Кеннеди. Лучше уступить в мелочах Фолкнеру, но победить в главном, заключает Ник. Во время ужина хмурый, подавленный Джозеф рассказывает жене о сделке по поводу игровых автоматов ради победы на выборах, на что Марта заявляет, что лучше проиграть губернаторские выборы, чем потерять себя. Отказ жены поддержать его расстраивает Джозефа. Ник приходит на квартиру к Донне, готовя её к свиданию с Джозефом. Он заставляет её запомнить слова, которые она должна будет сказать, и приказывает ей использовать свой женский шарм, чтобы развеять сомнения Джозефа в отношении сделки с Фолкнером. При появлении Джозефа, которого одолевают сомнения, Донна делает в точности всё так, как ей поручил Ник, уверяя Джозефа, что если победит Кеннеди, то будет только хуже. После встречи с Джозефом, не выдержав напряжения, Донна направляется в бар, где напивается, намереваясь уехать, однако в этот момент там появляется Ник.
Тем временем в штабе Джозефа следят за подсчётом голосов на выборах. Неожиданно для сторонников Джозефа, он получает дополнительные голоса, и его сторонники предполагают, что Джозеф смог с кем-то договориться о дополнительном финансировании. В штабе появляется Фолкнер, сообщая, что выделил на избирательную кампанию Джозефа дополнительно 50 тысяч долларов. Джозеф обещает своим сторонникам вернуть Фолкнеру деньги после выборов. В этот момент объявляется о победе Джозефа на выборах, однако некоторые члены штаба выражают недовольство такой победой. Накануне инаугурации газеты сообщают о том, что наиболее влиятельные сторонники партии, включая судью Хобсона и Пола Нортона, который баллотировался на должность вице-губернатора, отказываются от сотрудничества с Джозефом. Узнав об этом из газет, Джозеф приезжает к отцу Гарфилду, который напоминает ему об уступках Фолкнеру и изменении его отношения к Марте. Во всём этом отец Гарфилд видит влияние Ника, который странным образом всюду проникает и, кроме того, отказывается читать Библию. Отец Гарфилд называет его Люцифером в обличье XX века. Джозеф встречается с Донной, делясь с ней своими сомнениями относительно будущей работы и относительно Ника, она в свою очередь говорит, что боится его. Джозеф обещает ей действовать дальше самостоятельно, без постороннего влияния и уходит. Появляется Ник, которого Донна умоляет не уничтожать Джозефа и предоставить ему возможность самому принимать решения. В ответ Ник бьёт Донну и требует от неё подчинения, после чего грозит разобраться с Джозефом вечером.
Дома Марта объявляет Джозефу, что не поедет на его инаугурацию, после чего говорит, что они стали совсем чужими друг другу, почти врагами, и во всём виноват Ник. Джозеф обещает жене вернуть деньги Фолкнеру и больше никогда не встречаться с Ником. После ухода жены появляется Ник, сообщая, что бухгалтер Финч был убит. Полиции известно, что незадолго до смерти Финч встречался с Джозефом, так как у него нашли курительную трубку Джозефа. По информации Ника, скоро в доме появятся детективы, но он может спасти Джозефа, если тот подпишет контракт, о котором они говорили. В контракте содержится пункт, согласно которому, в случае, если Джозеф не выполнит свои обязательства, то отправится на остров Алмас Пердитас. Появившиеся детективы допрашивают Джозефа по поводу трубки, однако трубка Джозефа, которой не было ещё несколько минут назад, вдруг оказалась на своём месте. Удовлетворённые детективы прощаются и выходят, а Ник говорит Джозефу, что теперь он связан с ним контрактом. Перед инаугурацией Ник приходит в офис к Джозефу, требуя ввести своих людей на руководящие должности нескольких ключевых губернаторских ведомств, а также передаёт ему подготовленную им инаугурационную речь. Джозеф направляется для выступления в конгресс штата, где на ступенях встречает Донну в бедной одежде, которая заявляет, что уезжает. Она говорит, что Ник запугал её, заставляя работать на себя, и что он дьявол. В кабинете губернатора появившийся Ник показывает Джозефу альбом с газетными вырезками, рассказывающий о том, как Джозеф за восемь месяцев проделал путь от окружного прокурора до губернатора штата. Джозеф проходит в зал, где произносит клятву, однако перед тем, как достать написанную Ником речь, останавливается. Вместо заготовленной речи он произносит от себя несколько слов, говоря, что в борьбе за это место пошёл на сделку с совестью, и потому не может занимать этот пост. Он отрекается от должности, передавая свои полномочия вице-губернатору Полу Нортону.
Вечером Марты нет дома. Ник звонит Джозефу домой, приглашая его вечером в кафе «Китайский берег» для обсуждения вопросов, возникших в связи с их контрактом. Вместе с отцом Гарфилдом Джозеф выясняет, что острова Алмас Пердидас нет на карте, а с испанского это название переводится как Остров потерянных душ. Отец Гарфилд вдохновляет Джозефа словами, что тот вёл борьбу с собой, а не с Ником, и в этой борьбе победил. Затем он отправляет Джозефа к Марте, которая пришла к священнику домой. Джозеф выходит из церкви, по дороге здороваясь с Ларри, а затем садится в ожидающее его такси. Водителем такси оказывается Ник. Когда Джозеф пытается выйти из машины, Ник выпускает его, но тут же подстраивает небольшую аварию, после чего увозит пострадавшего Джозефа якобы к врачу. Тем временем, после того, как Ларри рассказывает отцу Гарфилду, что за рулём такси был Ник, священник срочно звонит Марте, и они вместе отправляются спасать Джозефа. В кафе Ник напоминает Джозефу о том, что тот должен исполнить свою часть обязательств по контракту. В этот момент в кафе появляются отец Гарфилд и Марта. Ник показывает им подписанный Джозефом контракт, однако отец Гарфилд намеренно роняет его на землю, сверху накрывая Библией. Так как Ник не может поднять контракт, Джозеф берёт его, вкладывает в Библию и передаёт Нику. Тот отказывается прикасаться к Библии и говорит Джозефу, что ему удалось спастись, однако другим — нет, и из-за своих слабостей они потерпят поражение. Джозефу, по словам Ника, повезло, а ему самому — нет. Он пал, и было это давно. С этими словами Ник уходит и растворяется в тумане.

## В ролях
- Рэй Милланд — Сатана / Ник Бил
- Одри Тоттер — Донна Аллен
- Томас Митчелл — Джозеф Фостер
- Джордж Макреди — отец Томас Гарфилд
- Фред Кларк — Фрэнки Фолкнер
- Джеральдин Уолл — Марта Фостер
- Генри О’Нил — судья Бен Хоббс
- Дэррил Хикман — Ларри Прайс
- Нестор Пайва — Карл
- Кинг Донован — Питер Волф
- Чарльз Эванс — Пол Нортон
- Эрнё Веребес — мистер Кокс

В титрах не указаны
- Элейн Райли — телефонистка в предвыборном штабе Джозефа Фостера
- Лестер Дорр — рыбак

## Создатели фильма и исполнители главных ролей
В 1943 году режиссёр Джон Фэрроу был номинирован на «Оскар» как режиссёр военной драмы «Остров Уэйк» (1942), а со второй половины 1940-х годов стал одним из ведущих режиссёров приключенческих фильмов и фильмов нуар. Сценарий этой картины написал автор крутых криминальных романов Джонатан Латимер, который работал с Фэрроу на классическом фильме нуар «Большие часы» (1948), а также нуаре «У ночи тысяча глаз» (1948), который, по словам историка кино Шона Эксмейкера, «как и этот фильм, был погружён в сверхъестественное».
В 1946 году актёр Рэй Милланд завоевал «Оскар» за исполнение роли алкоголика, который борется со своими демонами в драме «Потерянный уик-энд» (1945). Однако, как отмечает Эксмейкер, в тот период «значительно чаще он играл романтические роли, а не мучающегося главного героя, и редко был плохим парнем». «Псевдоним Ник Бил» был третьей из четырёх совместных картин Фэрроу и Милланда. Помимо нуара «Большие часы» (1949), они также работали вместе на вестернах «Калифорния» (1947) и «Медный каньон» (1950).
Томас Митчелл дважды был отмечен за роли второго плана в фильма Джона Форда: он был номинирован на «Оскар» за «Ураган» (1937) и завоевал «Оскар» за фильм «Дилижанс» (1939). Кроме того, он сыграл заметные характерные роли в таких значимых фильмах, как «Уступи место завтрашнему дню» (1937), «Унесённые ветром» (1939), «Мистер Смит едет в Вашингтон» (1939) и «Эта замечательная жизнь» (1946).
Одри Тоттер была признанной звездой фильмов нуар благодаря главным ролям в таких фильмах, как «Леди в озере» (1946), «Вне подозрений» (1947), «Высокая стена» (1947), «Подстава» (1949) и «Напряжённость» (1949).
Как пишет Эксмейкер, Дуглас Спенсер, который играет небольшую роль мафиозного бухгалтера Генри Финча, известен поклонникам кино как репортёр из фильма «Ничто из иного мира» (1951) и по ролям второго плана в лентах «Шейн» (1953) и «Дневник Анны Франк» (1959), «однако наряду со множеством эпизодических ролей и ролей без указания в титрах он на протяжении многих десятилетий был дублёром Милланда. Милланд вознаграждал его услуги малыми ролями во многих своих фильмах».

## История создания фильма
Рабочими названиями этого фильма были «Странное искушение» (англ.  The Strange Temptation), «Тёмный круг» (англ.  Dark Circle) и «Под именем Никки Бил» (англ.  Alias Nicky Beal). Как отмечает Эксмейкер, «вплоть до завершения работы над фильмом Фэрроу и сценарист Латимер назвали его „Тёмный круг“».
В основу фильма положен рассказ Миндрет Лорд «Доктор Джо Фауст». Название рассказа указывает на связь с легендарным немецким магом и астрологом XVI века Иоганном Фаустом, имя которого стало бессмертным благодаря многочисленным произведениям искусства, начиная с книги «Доктор Фаустус», опубликованной немецким издателем Иоганном Шписом в 1587 году. Согласно легенде, Фауст продал свою душу дьяволу в обмен на мирские знания и власть.
По словам Эксмейкера, «Фэрроу не очень любили многие из его актёров — Милланд описывал его как „самого нелюбимого человека на Paramount“ — но он и Милланд хорошо ладили». Как рассказывал актёр, «Фэрроу был очень хорош для меня и очень хорош со мной». Кроме того, как вспоминал Милланд, Фэрроу даже использовал некоторые из его предложений по построению портовых декораций так, чтобы «все плоскости были нереальными и как бы перекошенными».
Paramount арендовал у кинокомпании Metro-Goldwyn-Mayer актрису Одри Тоттер на роль падшей женщины, превращённой Билом в соблазнительницу. Много лет спустя Тоттер вспоминала фильм с удовольствием, назвав его «одной из лучших картин, которые я сделала». В свою очередь, Фэрроу позднее говорил: «Я считаю лучшей своей картиной „Под именем Ник Бил“. Этот фильм делался вдохновенно и честно… Я говорил то, что хотел и так как хотел, без какого-либо вмешательства со стороны студии».
Однако, по воспоминаниям Фэрроу, увидев уже законченный фильм, «нью-йоркский офис Paramount пал духом. Они изменили финал и название, а затем рекламировали его так, чтобы реклама соответствовала новому названию». Фильм подавался публике как чистый криминальный триллер, и, несмотря на хорошие отзывы прессы, не произвёл особого шума в США. По мнению Эксмейкера, «его репутация выросла с годами, отчасти по причине его малой доступности. Paramount никогда не выпускал его на видео, и его редко показывали по телевидению. Благодаря этому фильм стал одним из самых востребованных классических фильмов нуар своего времени».

## Оценка фильма критикой

### Общая оценка фильма
После выхода картины кинокритик Томас Прайор из «Нью-Йорк Таймс» дал ему положительную оценку, назвав «захватывающей, тщательно выстроенной моральной драмой, просчитанной так, чтобы удерживать внимание, и одновременно донести урок об опасных последствиях гордыни, алчности и жажды власти». Критик особенно отмечает «благородные цели авторов истории Джонатана Латимера и Миндрет Лорд, умную игру актёров и сильную постановку Джона Фэрроу». Однако, по его мнению, «авторы и режиссёр не смогли привести картину к успешному и убедительному окончанию, которого можно было бы ожидать».
Эксмейкер охарактеризовал жанр картины как «моралите в форме фильма нуар», а Батлер оценил её как «увлекательную попытку соединить миры фэнтези и фильма нуар, которая если и не достигает всех своих целей, всё равно достойна внимания, и фильм заслуживает быть более известным, чем он есть сейчас». Критик полагает, что «нуаровые элементы, особенно крутая дама, атмосферная музыка и чудесная операторская работа Лайонела Линдела сами по себе очень хороши, однако порой вступают в конфликт с „дьявольской“ частью фильма». Кроме того, по мнению Батлера, «к сожалению, фильм выбирает окончание, которое слишком надуманно и не гармонирует с остальным фильмом».

### Оценка работы творческой группы
По мнению Прайора, «благодаря отличной актёрской игре и умелой постановке история смотрится исключительно хорошо, однако сценарий в чём-то шаток и нерешителен». Хотя режиссёр и обеспечивает достаточно «занятное зрелище, чтобы отвлечь внимание от деталей», тем не менее «непросто понять, как человек такой очевидной проницательности, как Фостер, мог так просто уступить персонажу, который имеет привычку выскакивать вдруг из ниоткуда».
Батлер также отмечает, что «несмотря на крепкую структуру и тщательное внимание к деталям, сценарий оставляет ощущение некоторой неудовлетворённости, как будто не всё играет так, как задумывалось». Что же касается работы Фэрроу, то он «очень старается соединить стили фэнтези и нуар, и по большей части ему это хорошо удаётся».
Эксмейкер обратил внимание на работу оператора Лайонела Линдена, который «противопоставляет оживлённый, хорошо освещённый мир Фостера тёмной атмосфере, возникающей при появлении Била, соблазняющего Фостера». Оператор также «превращает портовые сцены в мир, буквально утонувший в тумане, из которого появляется и в котором исчезает Бил».

### Оценка актёрской игры
Актёрская игра в фильме вызвала единодушно высокую оценку критики. В частности, Прайор написал, что «Томас Митчелл даёт отличную, умную игру в роли Джозефа Фостера и выстраивает убедительный образ умного человека, ослеплённого лестью, который постепенно жертвует своими принципами». Милланд воплощает на экране смертельно опасного и обладающего сверхъестественными силами дьявола, который «в мастерских руках актёра довольно вежлив и красив», что придаёт образу дополнительную силу. Милланду и Митчеллу грамотную поддержку оказывают Тоттер, Макреди и Джеральдин Уолл. Работа актёров помогает справиться с некоторыми недостатками сценария и «поднять его на уровень интересного, хорошего духовного зрелища».
По мнению Эксмейкера, «Милланд, кажется, наслаждается возможностью создания своего властного образа, играя роль с мрачным очарованием и ощущением угрозы, которые скрываются за культурным голосом и сильным взглядом, а также со зловещим чувством юмора, которым он сопровождает свои искушения и манипуляции». Критик также отмечает Одри Тоттер, которая перед этим сыграла роковых женщин в фильмах нуар «Леди в озере» и «Вне подозрений», но, по словам Эксмейкера, «её персонаж здесь не столь холодный и более неоднозначный»
Батлер пишет, что «фильм может гордиться отличной игрой Рэя Милланда, который действует в учтиво злой манере, и Томаса Митчелла, создающего очень трогательный и убедительный портрет человека, которого обрекают на падение его добрые намерения и амбиции». Кроме того, «там есть восхитительная игра Одри Тоттер в роли прислужницы дьявола».
Майкл Кини отмечает «первоклассную игру Милланда в роли казалось бы доброжелательного, симпатичного принца тьмы, Тоттер — в роли добросердечной роковой женщины и Макреди, который восхитительно играет вопреки своему амплуа», которые «делают этот странный фильм нуар обязательным для просмотра».